# ベルリン北部線
ベルリン北部線 （ベルリンほくぶせん、ドイツ語: Berliner Nordbahn）とは、ドイツ連邦共和国の首都ベルリンのベルリン・ボルンホルマー・シュトラーセ駅からブランデンブルク州を経てメクレンブルク＝フォアポンメルン州シュトラールズントのシュトラールズント中央駅に至る全長222.6kmのドイツ鉄道の路線である。

## 概要
今日では長距離列車および地域列車はホーエン・ノイエンドルフ駅からベルリン外環状線に入りベルリン=リヒテンベルク駅方面に向かう。ベルリン・ボルンホルマー・シュトラーセ駅 - ホーエン・ノイエンドルフ駅間はSバーンのみが運行されている。ノイシュトレーリッツ中央駅からはロストック方面に向かうノイシュトレーリッツ-ヴァーネミュンデ線が分岐する。

## 歴史
19世紀半ばからベルリンから北に鉄道を敷設する計画は存在し、ベルリン北部鉄道株式会社（ドイツ語: Berliner Nord-Eisenbahn-Gesellschaft）がプロイセンとメクレンブルク＝シュトレーリッツの双方から鉄道敷設の免許を取得したが、財政的理由により1875年12月15日に解散した。最終的にはプロイセン政府が鉄道を建設することになり、1877年7月10日にはベルリン - オラニエンブルク - ノイシュトレリッツ - ノイブランデンブルク（134 km）、同年12月1日にはノイブランデンブルク - デミン（42 km）、翌1878年1月1日にデミン - シュトラールズント（47 km）が開業した。
ベルリン側のターミナル駅は当初エバースヴァルダー通り、現在のマウアーパルク付近にあったが貨物専用であった。旅客列車はパンコウ地区にあるヴォランクシュトラーセ駅発着であった。19世紀末には旅客列車はインヴァリーデン通り付近のシュテッティナー駅（後の旧ベルリン北駅、現在は廃止）発着に変更された。
1912年までに近郊線と長距離線 ゲズントブルンネン - フローナウ間の線路が近郊線と長距離線に分離され、同時に連続立体交差化された。1926年にはフローナウ - ボルクスドルフ間も同様の工事が完成した。1925年にゲズントブルンネン - オラニエンブルク間が直流電化され、この区間は後にベルリンSバーンの一部になった。
1950年にはシュテッティナー駅は北駅（ドイツ語: Nordbahnhof）に改称された。1961年8月13日にベルリンの壁が建設されてフローナウ駅 - ホーエン・ノイエンドルフ駅間が廃止されるまでは電化設備は存続していた。ベルリン北駅の長距離線は1952年5月18日に既に廃止されていた。
壁建設後はSバーンのオラニエンブルク - ホーエン・ノイエンドルフ間は孤立した区間になった。1961年11月にホーエン・ノイエンドルフ - ブランケンブルク間にベルリン外環状線に沿ってSバーンの電化路線が建設された。フローナウ駅への路線をはじめ、Sバーンの西ベルリン区間は1984年1月9日に東ドイツ国鉄からベルリン市交通局に移管された。当初は運休していたが、1984年10月1日に運行が再開された。1985年に行われたSバーンの線路の修復工事で長距離線の復活は困難になった。
ドイツ再統一後の1992年にはフローナウ - ホーエン・ノイエンドルフ間が復旧し、オラニエンブルク駅へのSバーンの運行が再開された。
2013年までにビルケンヴェルダー - ノイシュトレーリッツ間の最高速度を160km/hに引き上げることでベルリン - ロストック間の所要時間を短縮することが決定された。同時に、ヨーロッパにおける統一列車制御システムであるETCSが採用が決定された。
工事は段階的に進められ、最初の区間として2007年11月にレーヴェンベルク - グランセ間が完成した。ダネンヴァルデ - フュルステンベルク間は2009年3月から11月、グランセ - ダネンヴァルデ間は2011年7月から翌12年8月にかけて工事が行われた。2012年9月10日から翌13年6月9日にオラニエンブルク - ノイシュトレーリッツ間の工事が行われた。ナッセンハイデ - レーヴェンベルク間の湿原地帯では7200本の杭基礎が下層土深くに打ち込まれた。
次の区間としてオラニエンブルク - ナッセンハイデ間が2017年から高速化される予定である。オラニエンブルク - フュルステンベルク/ハーフェルおよびノイシュトレーリッツ間の工事は2019年から2021年頃に延期されたのち、フュルステンベルク/ハーフェル駅の保護文化財指定のため2025年以降に再延期された。

## 運行形態
- 快速列車（RE 5）: ベルリン南交差駅 - ベルリン中央駅 - ゲーズントブルネン - オラニエンブルク - グランゼー - フュルステンベルク - ノイシュトレーリッツ - ブルクシュタルガルト - ノイブランデンブルク - アルテントレップトー - グネヴコー - シュテルンフェルト - ウツェーデル - デニム - ラーコー - グリメン - ヴィッテンハーゲン - エルメンホルスト - ツァレンドルフ - シュトラールズント。60分ごとに運行[3]。
- Sバーン（S1）: ヴァンゼー - ツェーレンドルフィン - シュテグリッツ市役所駅 - シェーネベルク - ヨルク街駅 - ベルリン北駅 - ゲーズントブルネン - ボルンホルム街駅 - ヴォランク街駅 - ショェンホルツ - ヴィルヘルムスルー - ヴィッテーナウ - ヴァイトマンルスト - ヘルムスドルフ - フローナウ（- ホーエンノイエンドルフ - ビルケンヴァルダー - ボルクスドルフ - レーニッツ - オラニエンブルク）。10分ごとに運行[4]。